# Чуан Їньчін
Чуан Їньчін (кит. трад.: 莊銀清), також Кеннет Чуан Їньчін (англ. Kenneth Chuang Yin-ching) — тайваньський епідеміолог. Станом на січень 2020 року він очолює медичну мережу контролю за інфекційними захворюваннями Тайваньських центрів з контролю за захворюваннями.

## Кар'єра
Чуан отримав ступінь лікаря в Медичному університеті Гаосюн і закінчив ординатуру в Загальному госпіталі ветеранів Тайбея. Він спеціалізувався на епідеміології та інфекційних хворобах, та викладав в Національному університеті Ченкун. Чуан був начальником медичного центру Чімей, відділення Люїн.

### Епідемія COVID-19 на Тайвані
Чуан став відомим під час епідемії COVID-19 на Тайвані. 16 січня Чуан і двоє його колег опублікували сповіщення рівня 2 про поїздку до Китай міста Уханя, та триденний досвід роботи безпосередньоі в цьому місті з 13 по 15 січня 2020 року. Через день вони повідомили на прес-конференції в Тайбеї, що 30 % хворих з Уханя не мали прямого контакту з Уханським гуртовим ринком морепродуктів, який китайська влада вважає епіцентром спалаху. Китайці закрили ринок 1 січня.
Заява Чуана 16 січня була зроблена на 3 дні раніше китайського підтвердження передачі вірусу від людини до людини. 20–21 січня Всесвітня організація охорони здоров'я направила до Уханя делегацію, яка 22 січня повідомила, що передача від людини до людини дійсно має місце.
Уряд Китаю дозволив відвідати Ухань загалом 10 іноземним медичним працівникам, у тому числі 2 із Тайваню, одним із яких був Чуан. Вісім інших були з Гонконгу та Макао.
На конференції 16 січня Чуан зазначив про випадок «подружньої пари, інфікованої в Ухані. Чоловік працював на ринку, але дружина, яка тривалий час не була на ринку через обмежену мобільність, могла заразитися хворобою від свого чоловіка». Чжуан також був одним з перших, хто повідомив, що інфікування SARS-CoV-2 відбуваються кластерами.
Пізніше Чуан заявив в інтерв'ю The Daily Telegraph, що:
Спочатку головуючий на нараді намагався заперечити передачу від людини до людини, але зрештою представник центрального державного органу охорони здоров'я сказав: «Чому ви даєте старий висновок?» Тепер можна зробити висновок, що не можна виключити обмежену передачу від людини до людини". Для мене це була дуже важлива інформація.
Оригінальний текст (англ.)
Initially… the chairperson of the meeting, tried to deny human to human transmission but finally the person from the central government health authority said 'why do you give an old conclusion? Now the conclusion is that limited human to human transmission cannot be excluded'. For me that was very important information.
Чуан "не отримав відповіді на свої запитання про те, чому 13 випадків хвороби не можна було відстежити від ринку морепродуктів.
30 січня ВООЗ оголосила надзвичайну ситуацію у сфері охорони здоров'я міжнародного значення.